# Lonely (пісня Джастіна Бібера і Бенні Бланко)
«Lonely» (укр. Самотній) — пісня канадського співака Джастіна Бібера та американського продюсера Бенні Бланко. Пісня написана Бібером, Бланко та Фіннеасом, та спродюсована двома останніми. Випущена як сингл 15 жовтня 2020, лейблами Friends Keep Secrets, Def Jam Recordings та Interscope Records, як частину шостого студійного альбому Бібера.

## Створення
Пісня «Lonely» стала п'ятою спільною роботою Бібера та Бланко, але це була перша пісня, де Бланко виступив як провідний виконавець. Серед минулих пісень Бібера, де Бланко був автором пісень або продюсером, були «Eenie Meenie» та «Somebody to Love» у 2010 році, «Love Yourself» у 2015 році та «Cold Water» у 2016 році.
«Коли він [Бланко] та [Фіннеас] дали послухати мені цю пісню, чесно кажучи, важко було слухати, враховуючи, наскільки важко було пройти через деякі з цих сюжетів», — написав Бібер про цю пісню. «Я зайшов у студію і проспівав це, що було непросто, але я почав по-справжньому розуміти важливість розповіді цієї історії! Це змусило мене зрозуміти, що ми всі іноді почуваємось самотніми! Будучи кимось на моєму місці, я вважаю, що це потужно виражати вразливість, і тому я вважаю, що ця пісня така сильна!»
Говорячи про пісню, Бланко сказав, що Бібер «справді нервував», і розмірковував над тим, чи випускати пісню. «Люди знають мене за цими речами, і ніби я ніколи не був таким сирим.». Він чудовий у цій пісні. Ця пісня настільки зблизила нас. І просто він насправді відкривається для цього і надзвичайно вразливий."

## Випуск
Вперше на випуск цієї пісні натякнув Бланко 5 жовтня 2020 року, коли він опублікував в Instagram серію знімків, в тому числі на якому зображена його голова, замість голови Бібера у фотосесії для реклами нижньої білизни Calvin Klein. Також він опублікував своє зображення, на якому він стояв перед рекламним щитом, де до тулуба Бібера була домальована голова Бланко.
9 жовтня Бібер опублікував короткий кліп у соціальних мережах, в якому знялися він, Бланко та американський репер Lil Dicky. У дописі було написано: «Наступного тижня…». Бланко опублікував повну версію цього кліпу, де видно, як Lil Dicky приїжджає в особняк Бланко і вітається ним безліччю дивних фраз, перш ніж його привітає Бібер, який чекав його всередині будинку. Він також перед релізом реліз «наступного тижня». 12 жовтня 2020 року Бібер та Бланко підтвердили реліз пісні, а також представили обкладинку синглу та посилання для попереднього завантаження пісні на потокового відтворення. Він також опублікував короткий фрагмент пісні у своїх Instagram Stories та поділився кадром із музичного відео.
15 жовтня, майже за 24 години до часу офіційного випуску, ранній фрагмент «Lonely» був доступний ексклюзивно в списку Snapchat «Featured Sounds» його нової функції під назвою Sounds, що дозволяє користувачам додавати ліцензовану музику до своїх снапів.

## Композиція
«Lonely» — це емоційна балада з мінімалістичним аранжуванням, в якій звучить похмура фортепіанна мелодія. Пісня має тривалість дві хвилини двадцять дев'ять секунд. У тексті пісні Бібер розмірковує про перешкоди, з якими стикався протягом своєї ранньої кар'єри, зокрема, деякі уявлення та критику, з якими йому доводилося стикатися, коли він здобував популярність у підлітковому віці, а також почуття ізоляції та самотності, з якими він не зумів знайти нікого, хто може підтримати його у такій ситуації та надати йому емоційну підтримку. Він також визнає провини, які він вчинив на своєму шляху.

## Музичне відео

### Створення
Прем'єра музичного відео на YouTube відбулася о 21:00 за PDT 15 жовтня 2020 року. Режисером виступив американський кліпмейкер Джейк Шраєр, а зіркою музичного відео став канадський актор Джейкоб Трембле, який грає молодого Бібера. В інтерв'ю etalk Трембле заявив, що головна роль у кліпі Джастіна Бібера «це те, чого [він] ніколи не очікував». Він пояснив, що команда Бібера зв'язалася щодо ролі, і згодом Бібер надіслав йому повідомлення, щоб запитати, чи є у нього питання. Врешті-решт вони домовились поспілкуватися телефоном, щоб відповісти на питання Трембле, але вони не домовилися про точного часу, тому Бібер, зрештою, зателефонував йому, коли він був у продуктовому магазині. «Я сказав батькам: „Я повинен вийти на вулицю, тому що Джастін Бібер дзвонить мені“.» Трембле також сказав, що нервував через головну роль у відео, оскільки він ніколи раніше не грав реальну людину. «Я завжди грав вигаданих персонажів, тому я просто дуже хотів переконатись, що я відчуваю пісню, як Джастін хотів, щоб я почувався. Я дійсно повинен зрозуміти — це дещо серйозна пісня, але я дуже радий, що люди її чують, що вони можуть побачити цю історію. Це справді добре.»
Бібер похвалив Джейкоба Трембле за його талант, додавши, що він став емоційним, коли побачив, як Трембле грає його, тоді як він виступає в ролі «стороннього глядача». У прямому ефірі на YouTube-каналі Бібера після виходу цієї пісні Бібер і Бланко назвали Трембле одним з найкращих дитячих акторів, якого вони коли-небудь бачили. «Перший раз, коли я спостерігав за тим, як він проходив сегмент… Я законно його втратив», — сказав Джастін, ставши свідком зйомок з Трембле. «Я був переповнений емоціями».

### Синопсис
Відео починається з того, що Трембле сидить сам у гримерці, дивлячись на себе в дзеркало. Він як Бібер у перші дні своєї кар'єри, з косою зачіскою середньої довжини, фіолетовим худі, білою джинсовою курткою та штанами та парою фіолетових кросівок. Бланко з'являється, коли заходить до кімнати, щоб повідомити Трембле, що пора виходити на сцену. Потім Трембле бере до рук хокейну ключку і швидко тренується грати в хокей, перш ніж вийти з гримерки. Згодом, Тремблей сам ходить за лаштунками і, зрештою, опиняється на сцені перед порожнім залом, вимовляючи слова «I'm so lonely» (укр. Я такий самотній). По завершенню, на відео камера зупиняється на Бібері, який виявляється єдиним глядачем, спостерігаючи за виступом Трембле,, розмірковуючи про своє минуле та оцінюючи його.

### Знімальна група
Інформацію про авторів отримано з YouTube.
- Park Pictures — виробнича компанія
- Джейк Шраєр — режисер
- Джекі Келман Бісбі — виконавчий продюсер
- Коді Райдер — продюсер
- Джейсон Маккормік — оператор-постановник
- Дана Морріс — стедікам
- Скотт Фальконер — художник-постановник
- Кріс Бонджорно — візуальні ефекти
- Майкл Россітер — кольорова корекія

## Виконання наживо
17 жовтня 2020 року Бібер виконав пісню в прямому ефірі з Бланко на фортепіано під час участі, як музичний гість, у третьому епізоді сорок шостого сезону Суботнього вечора в прямому ефірі.

## Автори
Інформацію про авторів отримано із Tidal.
- Бенні Бланко — продюсування, інжиніринг, клавішні, програмінг
- Finneas — продюсування, інжиніринг, клавішні, програмінг
- Елайджа Марретт-Гітч — асистент зведення
- Девін Накао — інжиніринг
- Джош Гудвін — інжиніринг, зведення, вокальний інжиніринг, вокальне продюсування
- Кріс Джерінгер[en] — майстер-інжиніринг
- Ендрю Люфтман — координація продюсування
- Сара Шелтон — координація продюсування
- Скутер Браун[en] — координація продюсування
- Кріс О'Раян[en] — вокальний інжиніринг, вокальне продюсування

## Чарти
| Чарт (2020)                               | Найвища позиція |
| ----------------------------------------- | --------------- |
| Австралія (ARIA)                          | 14              |
| Бельгія (Ultratip Flanders)               | 16              |
| Бельгія (Ultratip Wallonia)               | 43              |
| Чехія (Singles Digitál Top 100)           | 41              |
| Німеччина (Official German Charts)        | 14              |
| Ірландія (IRMA)                           | 9               |
| Італія (FIMI)                             | 56              |
| Нідерланди (Dutch Top 40)                 | 30              |
| Нідерланди (Mega Single Top 100)          | 15              |
| Нова Зеландія (Recorded Music NZ)         | 20              |
| Норвегія (VG-lista)                       | 3               |
| Шотландія (Official Charts Company)       | 16              |
| Словаччина (Singles Digitál Top 100)      | 31              |
| Швейцарія (Media Control AG)              | 7               |
| Велика Британія (Official Charts Company) | 19              |
| США (Billboard Hot 100)                   | 14              |
| США (Adult Top 40) (Billboard)            | 38              |
| США (Mainstream Top 40) (Billboard)       | 34              |

## Історія випуску
| Регіон          | Дата           | Формат                                    | Лейбл                                   | Прим.  |
| --------------- | -------------- | ----------------------------------------- | --------------------------------------- | ------ |
| Світ            | 15 жовтня 2020 | Цифрове завантаження потокове відтворення | Friends Keep Secrets Def Jam Interscope | [ 45 ] |
| Сполучені Штати | 20 жовтня 2020 | Contemporary hit radio                    | Friends Keep Secrets Def Jam Interscope | [ 65 ] |